# Тсиба, Леонтин
Леонтин Тсиба (фр. Léontine Tsiba; род. 20 ноября 1973, Tsiguindi, Ниари) — конголезская легкоатлетка, специалистка по бегу на средние дистанции. Выступала за сборную Республики Конго по лёгкой атлетике в 1996—2004 годах, обладательница серебряной и бронзовой медалей чемпионата Африки, действующая рекордсменка страны в нескольких дисциплинах, участница двух летних Олимпийских игр.

## Биография
Леонтин Тсиба родилась 20 ноября 1973 года в деревне Тсингиди департамента Ниари, Республика Конго.
Первого серьёзного успеха на международном уровне добилась в сезоне 1996 года, когда вошла в состав конголезской национальной сборной и выступила на чемпионате Африке в Яунде, где выиграла серебряную медаль в беге на 800 метров и стала бронзовой призёркой в беге на 1500 метров. Благодаря этим успешным выступлениям удостоилась права защищать честь страны на летних Олимпийских играх в Атланте, причём несла знамя Конго на церемонии открытия. На предварительном квалификационном этапе дисциплины 800 метров показала время 2:08.58, чего оказалось недостаточно для выхода в полуфинальную стадию соревнований.
В 1997 году бежала 800 метров на чемпионате мира в Афинах.
В 1998 году на чемпионате Африки в Дакаре в беге на 800 и 1500 метров стала шестой и пятой соответственно, во втором случае установила ныне действующий национальный рекорд Республики Конго — 4:21.60.
В 1999 году в 800-метровой дисциплине стартовала на чемпионате мира в Севилье, состязалась на дистанциях 800 и 1500 метров на Всеафриканских играх в Йоханнесбурге.
В 2000 году выиграла 800 и 1500 метров на открытом чемпионате Океании в Аделаиде. Принимала участие в Олимпийских играх в Сиднее — в первом раунде бега на 800 метров установила ныне действующий национальный рекорд (2:04:08), но в полуфинал всё равно не вышла.
В феврале 2001 года на соревнованиях в американском Блэксберге установила рекорд Конго в беге на 800 метров в помещении (2:08.97), который до настоящего времени остаётся непревзойдённым. Участвовала в Играх франкофонов в Оттаве.
Была заявлена на чемпионат Африки 2002 года в Радесе, но в итоге на старт здесь не вышла.
В 2004 году на домашнем чемпионате Африки в Браззавиле была четвёртой в дисциплине 800 метров, шестой в дисциплине 1500 метров и эстафете 4 × 400 метров.
Завершила спортивную карьеру по окончании сезона 2008 года.